# Mauritania en los Juegos Olímpicos de Tokio 2020
Mauritania estuvo representada en los Juegos Olímpicos de Tokio 2020 por dos deportistas, un hombre y una mujer, que compitieron en atletismo.
Los portadores de la bandera en la ceremonia de apertura fueron los atletas Abidin Abidin y Huley Ba. El equipo olímpico mauritano no obtuvo ninguna medalla en estos Juegos.